# ダン・レモン
ダン・レモン（Dan Lemmon, Daniel Lemmon）は、ニュージーランドのウェリントンに拠点を持つWETAデジタル社の視覚効果（VFX）スーパーバイザーである。

## プロフィール
彼は元々、アメリカ合衆国カリフォルニア州のVFX制作会社デジタル・ドメインで『フィフス・エレメント』・『タイタニック』・『ロード・オブ・ザ・リング/旅の仲間』・『ビューティフル・マインド』といった大作映画で仕事をしていた。しかし、デジタル・ドメインが関わらなかった『ロード・オブ・ザ・リング/二つの塔』・『ロード・オブ・ザ・リング/王の帰還』で仕事をするために、2002年にニュージーランドのウェリントンに拠点を持つWETAデジタル社に移籍し、『キング・コング』までのピーター・ジャクソン監督作品に携わってきた。つまり、『ロード・オブ・ザ・リング』三部作に携わった人物でもある。その後は「VFXスーパーバイザー」という名義での仕事が増えていき、『アバター』を手掛けた後、『猿の惑星: 創世記』（2011年）、『猿の惑星: 新世紀』（2014年）、『ジャングル・ブック』（2016年）、『猿の惑星: 聖戦記』（2017年）でアカデミー視覚効果賞に4回ノミネートされ、『ジャングル・ブック』の際に受賞を果たした。

## フィルモグラフィ

### デジタルドメイン
- フィフス・エレメント Le Cinquième élément The Fifth Element (1997) デジタル・アーティスト
- タイタニック Titanic (1997) キャラクター・インテグレーション・アーティスト
- ファイト・クラブ Fight Club (1999) デジタル・アーティスト
- スーパーノヴァ Supernova (2000) デジタル・アーティスト
- グリンチ How the Grinch Stole Christmas! (2000) 技術先導
- ロード・オブ・ザ・リング/旅の仲間 The Lord of the Rings: The Fellowship of the Ring (2001) 技術開発
- ビューティフル・マインド A Beautiful Mind (2001) 技術開発
- ワンス・アンド・フォーエバー We Were Soldiers (2002) CGスーパーバイザー

### WETAデジタル
- ロード・オブ・ザ・リング/二つの塔 The Lord of the Rings: The Two Towers (2002) 3Dシークエンス先導技術監督
- ロード・オブ・ザ・リング/王の帰還 The Lord of the Rings: The Return of the King (2003) 3Dシークエンス・スーパーバイザー
- ヴァン・ヘルシング Van Helsing (2004) CGスーパーバイザー
- アイ,ロボット I, ROBOT (2004) CGスーパーバイザー
- キング・コング King Kong (2005) デジタル効果スーパーバイザー
- テラビシアにかける橋 Bridge to Terabithia (2007) デジタル効果スーパーバイザー
- 30デイズ・ナイト 30 Days of Night (2007) VFXスーパーバイザー
- 魔法にかけられて Enchanted (2007) VFXスーパーバイザー
- ジャンパー Jumper (2008) VFXスーパーバイザー
- アバター Avatar (2009) VFXスーパーバイザー
- 猿の惑星: 創世記 Rise of the Planet of the Apes (2011) VFXスーパーバイザー
- マン・オブ・スティール Man of Steel (2013) VFXスーパーバイザー
- 猿の惑星: 新世紀 Dawn of the Planet of the Apes (2014) VFXスーパーバイザー
- バットマン vs スーパーマン ジャスティスの誕生 Batman v Superman: Dawn of Justice (2016) VFXスーパーバイザー
- ジャングル・ブック The Jungle Book (2016) VFXスーパーバイザー
- 猿の惑星: 聖戦記 War for the Planet of the Apes (2017) VFXスーパーバイザー
- THE BATMAN-ザ・バットマン- The Batman (2022) VFXスーパーバイザー

## 受賞とノミネート
| 賞           | 年   | 部門       | 対象                       | 結果       |
| ------------ | ---- | ---------- | -------------------------- | ---------- |
| アカデミー賞 | 2011 | 視覚効果賞 | 猿の惑星: 創世記           | ノミネート |
| アカデミー賞 | 2014 | 視覚効果賞 | 猿の惑星: 新世紀           | ノミネート |
| アカデミー賞 | 2016 | 視覚効果賞 | ジャングル・ブック         | 受賞       |
| アカデミー賞 | 2017 | 視覚効果賞 | 猿の惑星: 聖戦記           | ノミネート |
| アカデミー賞 | 2022 | 視覚効果賞 | THE BATMAN-ザ・バットマン- | ノミネート |